# Mainleus
Mainleus je městys v Německu, v zemském okrese Kulmbach asi 25 km SZ od Bayreuthu.

## Geografie
Mainleus leží přímo na řece Main, česky Mohan, asi jeden kilometr od soutoku Bílého a Červeného Mohanu.

## Historie
Právě díky poloze v povodí Mohanu získal Mainleus své jméno. Mainleus znamená volně přeloženo "Sídlo slovanského kmene Lubis nad Mohanem" V roce 1908 začala "Kulmbacher Spinnerei" stavbu tři hektary velké obytné kolonie pro pracovníky, která se podle tehdejšího ředitele přádelny dr. Hornschucha nazývá Hornschuchshausen. Do začátku druhé světové války bylo postaveno 51 domů pro celkem 300 obyvatel. Dnes je stále obydlená.
V době náletů na důležité průmyslové oblasti, jako byl například Schweinfurt, byla do Mainleusu v roce 1943 přesunuta tamní továrna na kuličková ložiska.
V 19. století zažil v Mainleusu rozkvět také rafting.

## Vývoj obyvatelstva
- 1970: 6 858
- 1987: 6 189
- 2000: 6 940
- 2010: 6 546

## Památky
- Hrad Wernstein, také známý jako zámek Wernstein – patří už přes 600 let rodině Künßbergových
- Zámek Buchau
- Zámek Schmeilsdorf
- Hornschuchshausen

## Rekreační zařízení
- Lázně Fritz-Hornschuch
- Skatepark, dětská hřiště
- Fotbalové kluby
  - TCS Mainleus
  - FC Schwarzach
  - SV Motschenbach
  - FSV Danndorf
- Koupaliště Mainaue(Kieswäsch) – asi kilometr od města – hřiště a grily